# اچ‌ام‌اس رزولوت
اچ‌ام‌اس رزولوت (۱۸۵۰) (به انگلیسی: HMS Resolute (1850)) یک کشتی به طول ۳۵ متر (۱۱۵ فوت) بود.
نام کشتی متعلق به نیروی دریای سلطنتی بریتانیا که در قرن نوزدهم برای سفر به قطب شمال طراحی شده بود که پس از گیر کردن در یخ‌های قطبی متروکه شد که بعدها توسط صیاد آمریکایی تعمیر شد و در ۱۸۵۶ به ملکه ویکتوریا بازگردانده شد. از عرشه این کشتی بعدها ۳ عدد میز ساخته شد که یکی از آنها متعلق به دفتر ریاست جمهوری امریکا می‌باشد.